# Apamea pallida
Apamea pallida är en fjärilsart som beskrevs av Heinrich 1917. Apamea pallida ingår i släktet Apamea och familjen nattflyn. Inga underarter finns listade i Catalogue of Life.